# Beli Breag, Stara Zagora
Beli Breag (în bulgară Бели Бряг) este un sat în comuna Radnevo, regiunea Stara Zagora,  Bulgaria. 

## Demografie
Componența etnică a satului Beli Breag
     Bulgari (95,1%)
     Romi (2,79%)
     Turci (2,09%)
     Nicio identificare (0%)
La recensământul din 2011, populația satului Beli Breag era de 143 locuitori. Din punct de vedere etnic, majoritatea locuitorilor (95,1%) erau bulgari, existând și minorități de romi (2,79%) și turci (2,09%). Pentru 0,0% din locuitori nu este cunoscută apartenența etnică.